# Nottoway
Nottoway è un census-designated place (CDP) degli Stati Uniti d'America, situato nello stato della Virginia, nella contea di Nottoway, della quale è il capoluogo.